# Luzerner Christkindlimarkt im Bahnhof
Der Luzerner Christkindlimarkt im Bahnhof war ein alljährlich stattfindender Weihnachtsmarkt im Bahnhof Luzern.

## Daten und Fakten
Der Luzerner Christkindlimarkt wurde erstmals im Jahr 2003 durchgeführt und bestand aus zwei Markthäusern. Bis zum Ende im Jahre 2017 war er auf rund 50 Markthäuser angewachsen. Durch die geschützte Lage war er wetterunabhängig. Der Luzerner Christkindlimarkt war Mitglied des Vereins «Weihnachten in Luzern», der sich für die Anliegen und die Kommunikation der Luzerner Vorweihnachtsveranstaltungen einsetzt.

## Geschichte
Im Jahr 2003 wünschten sich die SBB für die Bahnhofshalle einen qualitativ hochstehenden Anlass in der Vorweihnachtszeit. Sie beauftragten das Organisationskomitee des Zürcher Christkindlimarkt im Hauptbahnhof, einen entsprechenden Weihnachtsmarkt in der Bahnhofshalle Luzern durchzuführen.
Der erste Luzerner Christkindlimarkt im Bahnhof 2003 wurde genutzt, um den Passanten zu signalisieren, dass hier ab dem kommenden Jahr ein Weihnachtsmarkt als mehrwöchige Veranstaltung stattfinden wird. Im Jahr 2004 bestand der Markt bereits aus rund 20 Markthäusern. Da in Luzern die Bahnhofshalle durch diverse Auf- und Abgänge für Fussgänger geteilt wird, gestaltete sich die optimale Markthausverteilung schwieriger als bei seinem Pendant in der offenen Haupthalle des Zürich Hauptbahnhofs.

## Besonderheiten
Jährliches Highlight war neben der Engelsstimmen-Bühne das Emmentaler Stöckli mit regionalen Produkten sowie Kunst- und Handwerksvorführungen von Emmentaler Kulturschaffenden. Dazu kamen weitere Aktivitäten wie Besuch von Lamas, Kinderschminken, Samichlaus mit Trychlern etc.

## Engelsstimmen
Fester Bestandteil des Luzerner Christkindlimarkts war die Engelsstimmen-Bühne. Engelsstimmen war ein Nonprofit-Projekt, das Schulklassen, Chören und anderen Musikern ermöglichte, auf einer professionellen Bühne aufzutreten. Die Engelsstimmen-Bühne war seit 2005 zu Gast am Luzerner Christkindlimarkt. Getragen wurde Engelsstimmen von Sponsoren.
Engelsstimmen engagierte sich auch in Wien, die entsprechende Bühne war im Weihnachtsdorf Schloss Belvedere positioniert. In Luzern fanden bereits Spezialveranstaltungen mit Engelsstimmen statt, wie beispielsweise ein Konzert der Schweizer Finalisten für die Teilnahme am Eurovision Song Contest im Jahr 2011.